# Гомосексуальность в Древнем мире
Гомосексуальность в древнем мире. Настоящая статья рассматривает период времени до 600 года н. э., отражённый в письменных источниках. Этнография первобытных народов рассматривается в другой статье. Различные формы сексуальных отношений между лицами одного пола нашли отражение практически во всех существующих письменных традициях.

## Ближний Восток

### Египет
Имеющиеся египетские артефакты не изображают однополые связи, как это было в поздние древнегреческие и римские цивилизации. Конечно, это не исключает их возможность, но для египтян такая практика не представляла особого интереса. Гомосексуальность в то время осуждалась древними египтянами.
Первой однополой парой называют живших при фараоне V династии Ниусерра египтян Хнумхотепа и Нианххнума (либо были братьями  или же близнецами). Древнейшей историей об однополой любви считается «Рассказ о Неферкара и полководце Сисине». Гёдике (Hans Goedicke) предложил гипотезу расшифровки одной из фраз сочинения «Разговор разочарованного со своим ба», согласно которой фраза содержит намёк на гомосексуальные отношения.
Согласно 125-й главе Книги Мёртвых, мужеложество считалось 27-м из 42 грехов, в несовершении которых должен был оправдываться древний египтянин перед судом богов.
В папирусе Ну (Британский музей, № 10477) оно являлось 21-м из 42 грехов.
В повести времени Нового царства «Тяжба Гора и Сета» рассказывается, как эти боги некогда спорили за царскую власть. Сет пригласил Гора к себе домой и изнасиловал его. На этом основании Сет утверждал: «Пусть отдадут мне сан правителя, ибо, что касается Гора, который присутствует здесь, то я выполнил работу мужчины по отношению к нему». Однако благодаря коварной хитрости Исиды Сету не удалось доказать факт изнасилования, и он проиграл дело. Иногда здесь видят насмешку над богами (возможно, с неким политическим смыслом). Однополый акт мужчин рассматривался как повержение врага, но о существовании подобной практики вне мифологии свидетельств нет. По словам Вячеслава Иванова, «Египетские боги Гор и Сет иногда изображались в виде одной фигуры с двумя лицами, что позволяет дать гипотетическую андрогинную интерпретацию и первоначальному мифу о кровосмесительной их связи».
В стенах гарема могли существовать однополые связи среди женщин, но это всего лишь предположение.

### Месопотамия
Некоторые ученые (Т. Якобсен) находили в мифе о Гильгамеше указания на его бисексуальную природу: так истолковывались строки о насилиях над жителями Урука: «Отцам Гильгамеш сыновей не оставит! // Днём и ночью буйствует плотью: … Матери Гильгамеш не оставит девы…», а также его отношения с Энкиду (эту пару сравнивали с парой Ахилл—Патрокл): «Гильгамеш во дворце устроил веселье, // Заснули герои, лежат на ложе ночи, // Заснул Энкиду — и сон увидел, // Поднялся Энкиду — и сон толкует: // Вещает своему он другу». Впрочем, подобное истолкование является спорным.
По словам И. М. Дьяконова, «для Урука, города богини плотской любви, было вообще характерно широкое распространение как „посвященной“, так и „запретной“, но все же покровительствуемой Инаной проституции, в том числе и гомосексуальной; но в этот „карнавальный“ сезон [время священной свадьбы Инаны и Думузи ] деятельность кадиштум, иштаритум и т. п. принимала массовый, разнузданный, оргиастический характер». Проституированных мальчиков по-аккадски называли harmu[m] (м.р. от harimtu[m]; «отделённый, выделенный»). В Пенсильванском словаре шумерского языка есть термин «pi-li-pi-li», который встречается ок. 2000 года до н. э. и переводится «гомосексуал». Там же упоминаются аккадские слова assinnu («мужчина, занимающийся культовой проституцией») и parrû («гомосексуал»).
В среднеассирийских законах (третья четверть II тыс. до н. э.) есть два параграфа, посвященные гомосексуальным отношениям:
§ 19. Если человек тайно оклеветал равного себе, сказав: «Его имеют», или во время ссоры публично сказал ему: «Тебя имеют», и ещё так: «Я сам клятвенно обвиню тебя», но не обвинил и не уличил, должно дать этому человеку 50 палочных ударов, он будет в течение месяца выполнять царскую работу, должно его заклеймить, и он должен уплатить 1 талант олова.

§ 20. Если человек познал равного себе, и его клятвенно обвинили и уличили, должно познать его самого и оскопить его.
Согласно статье 19-й необоснованное обвинение в пассивном гомосексуализме считалось преступлением и каралось почти так же как необоснованное обвинение в распутности в адрес чужой жены (статья 18-я). Как видно из статьи 20-й, только активный гомосексуализм считался преступлением, вне зависимости от количества половых актов..
Наиболее известный на Древнем Востоке законодательный сборник — Законы Хаммурапи (XVIII в. до н. э.) вообще ничего не говорит о гомосексуальности.

### Хатти
Среднеассирийские законы можно сравнить с хеттскими законами (первая половина II тыс. до н. э.), где о гомосексуальности говорится только в параграфе, посвященном инцесту:
§ 189. Если мужчина совершит грех со своей матерью, это — тягостное преступление. Если мужчина совершит грех со своей дочерью, это — тягостное преступление. Если мужчина совершит грех со своим сыном, это — тягостное преступление. Хеттские законы
.
Таким образом, у хеттов не прописывалось какого-то наказания за гомосексуальный акт как таковой.

### Западная Малая Азия
Во Фригии рассказывали миф о любви Агдистиса к Аттису. Аттис собрался жениться на дочери царя Мидаса. В безумии, которое наслал Агдистис, Аттис оскопил себя и превратился в цветок. При этом, мотив оскопления для Греции нетипичен, и греками оскопление резко осуждалось.

### Иран
Геродот в своей «Истории» утверждает: «Персы предаются всевозможным наслаждениям и удовольствиям по мере знакомства с ними. Так, они заимствовали от эллинов любовное общение с мальчиками». Тем не менее, распространено безосновательное мнение, что именно эллины заимствовали от персов любовь к юношам. Между тем, первые контакты персов и греков относятся к середине VI века до н. э., что исключает такую возможность.
Возлюбленным Артаксеркса II был евнух Тиридат. Персидское имя Багой, встречающееся у евнухов (например, его носил возлюбленный Александра Великого), означает «принадлежащий богу» и является, очевидно, эквивалентом аккадского «кадиштум» («посвящённая»). У парфянского царя Фраата II (конец II в. до н. э.) был возлюбленный Гимерос.
В IV веке Аммиан Марцеллин отмечал, что персы «не знают педерастии».
В средневековых зороастрийских текстах мужеложство считается грехом, жестокие наказания мужеложцев упоминаются в описаниях загробного мира.

### Финикия и Ханаан
В финикийских надписях (одна из них (Corpus Inscriptionum Semiticarum, 1, 97) происходит с Кипра) упоминаются мужчины, занимавшиеся проституцией. Они назывались «псами». Впрочем, учитывая место и датировку надписи, здесь не исключено греческое влияние. «Блудники при капищах» с осуждением упоминаются также в книге Иова (36:14), датируемой V−IV вв. до н. э.

### Израиль и Иудея
Филистимляне в Библии неоднократно именуются выходцами с Крита (Амос 9:7; Иеремия 47:4; также Второзаконие 2:23). Поэтому весьма вероятно, что не только с вавилонским, но именно с греческим влиянием нужно связывать введение священной гомосексуальной проституции в Иудее.
«Блудники» существовали в Иудее во время царствования Ровоама (конец X в.) «и делали все мерзости тех народов, которых Господь [Яхве] прогнал от лица сынов Израилевых» (3 Цар. 14:24). Время их появления в Иерусалиме в Библии не отражено, но, очевидно, его следует связывать с правлением царя Соломона, который установил культы Астарты, Хамоса и Милхома (3 Цар. 11:7). Царь Аса (начало IX в.) «изгнал блудников из земли» (3 Цар. 15:12) Про царя Иосафата говорится: «остатки блудников, которые остались во дни отца его Асы, он истребил с земли» (3 Цар. 22:46). Написание книг Царств относят к концу VII−началу VI в. до н. э., хотя их автор использовал летописи царей Иудеи.
Книга Левит гласит: «И говорил Яхве Моисею: Скажи сынам Израиля: … И с мужчиной не ложись, как лежат с женщиной: мерзость это. … Не оскверняйте себя всем этим, ибо всем этим осквернились народы, которые Я прогоняю от вас». «И человек, который ляжет с мужчиной, как лежат с женщиной, — мерзость они сделали оба, смертью пусть будут умерщвлены, их кровь на них». Эти нормы в современной библеистике принято считать частью т. н. Кодекса святости, включающего главы 17−26 книги Левит. Его датировка весьма спорна. Согласно документальной гипотезе Ю. Велльхаузена, Кодекс святости входил в Священнический документ, получивший окончательное оформление ок. 444 г. до н. э. Й. Вейнберг, указывая на «более высокий уровень древнееврейской юридической практики и мысли» по сравнению со Свитком завета (Исход 20−23), датирует его VI−V вв. до н. э. Согласно хронологии Й.Кауфманна, он датируется началом VII в. до н. э. И. Ш. Шифман датирует его составление временем постройки Храма Соломона, то есть 961−954 гг. до н. э..
Помимо запрета прелюбодеяния в составе 10 заповедей (Исх.20:14; Втор.5:18), половые преступления рассматриваются также в Исх.22:15−18 и Втор.27:20−23, где, в частности, запрещается скотоложство (ассоциировавшееся с некоторыми ритуалами), но нет упоминаний о запрете мужеложства. По замечанию Вейнберга, топос «половых мерзостей» (тоеба) преобладает в речениях Иезекииля (16.22 сл, 44.6 сл. и др.), Эзры (Эзра 9.1 сл.), книги Хроник (2 Паралипоменон 28.3; 33.2 и др.). Однако прямые указания на мужеложство и там отсутствуют. Все это свидетельствует в пользу относительно поздней датировки норм Кодекса святости.
В 622 г. иудейский царь Иосия «разрушил домы блудилищные, которые [были] при храме Господнем [Яхве], где женщины ткали одежды для Астарты». Книга Второзакония (конец VII века до н. э.) утверждает: «Не должно быть блудницы из дочерей Израилевых, и не должно быть блудника из сынов Израилевых. Не вноси плату блудницы и цены пса в дом Господа, Бога твоего, ни по какому обету; ибо то и другое есть мерзость пред Господом, Богом твоим».
Для дальнейшей истории важно также происхождение термина «содомский грех». Вот что говорит Иезекииль: «Вот каков был грех Содома, сестры твоей: были у неё и у дочерей её величие, изобилие, благополучие и покой, но никто из них не помогал нищему и бедняку. Возгордились они и стали совершать мерзости предо Мною, и Я отверг их, когда это увидел». Комментаторы считают, что Содомом здесь назван Эдом. В иудейской традиции грех Содома (неправедный суд) истолковывался в ключе этого места Иезекииля. В библейском рассказе о жизни Лота в Содоме упоминается, что жители города окружили дом Лота и требовали, чтобы Лот вывел своих гостей (мужчин) к толпе, чтобы горожане «познали» их (Быт.19:5).

## Южная и Восточная Азия

### Индия
Некоторые дхармашастры содержат весьма жесткие наказания за мужеложство: изгнание из касты.
Другие ограничиваются лишь штрафом.
Для девушки, которая растлит другую девушку, установлен штраф; если женщина растлит девушку, то брахманке обривали голову, кшатрийке отрезали два пальца, а прочих публично провозили на осле.
Однако в «Камасутре» Ватсьяяны Малланаги (III век) содержится детальное описание аупариштаки (орального секса с участием евнуха). С присущей индийским текстам схоластичностью выделяется её восемь этапов: «умеренное», «боковой укус», «внешний зажим», «внутренний зажим», «поцелуй», «потирание», «сосанье плода манго», «поглощение». По словам ученого: «У некоторых мужчин аупариштаку совершают молодые слуги с блестящими украшениями в ушах. То же совершают и некоторые горожане, желая с возрастанием доверия по обоюдному уговору угодить друг другу».

### Китай
В Китае императоры династии Западная Хань имели многих возлюбленных. Ван Гулик пишет: «Три первых императора — Гао-цзу, Хуэй-ди и Вэнь-ди были, несомненно, бисексуалами: помимо регулярных сношений с бесчисленными дамами из гарема у всех троих были связи с молодыми людьми». Дэн Тун был возлюбленным Вэнь-ди. Среди возлюбленных императора У-ди известны Хань Янь и Ли Янь-нянь. Последний имел титул «советника, гармонизирующего тоны звукоряда».
Наиболее известен Дун Сянь (кит. 董賢), возлюбленный императора Ай-ди. Популярен такой рассказ: «Однажды, когда император делил ложе с Дун Сянем, последний заснул, прижав рукав императора. Поскольку императора вызвали для участия в торжественной аудиенции, он достал меч и отрезал свой рукав, чтобы не потревожить сон возлюбленного. С той поры термин дуаньсю („отрезанный рукав“) стал в литературе эвфемизмом для обозначения гомосексуализма».
Провинция Фуцзянь 18 в. прославилась народной ритуализацией однополых браков между мужчинами, воплотившейся в культе Ху Тяньбао (кит. 胡天保).

## Европа

### Скифы
Геродот в своей «Истории» писал: «У скифов есть много предсказателей. … Энареи — женоподобные мужчины — говорят, что искусство гадания даровано им Афродитой. Гадают они при помощи липовой мочалы». Этот текст вызвал обширную литературу и сопоставление с шаманскими традициями различных народов.

### Этруски
Согласно греческому историку Тимею (которого цитирует Афиней): «У тирренцев [этрусков] не считалось запретным иметь дело с мальчиками открыто, будучи активной или пассивной стороной. Слуги приводят им куртизанок, или красивых мальчиков, или женщин, оставляя светильники непогашенными. Когда они пресыщаются наслаждениями, они призывают молодых мужчин в самом расцвете лет и также заставляют их испытывать удовольствие с этими куртизанками, мальчиками или женщинами. Иногда они наблюдают друг за другом, отдавая дань уважения любви и соитию, но чаще опускают занавес, прикрепленный к ложу. Они очень любят общество женщин, но большее удовольствие испытывают в компании мальчиков и юношей».

### Кельты
По словам Аристотеля, у «кельтов и, может быть, некоторых других, … явным преимуществом пользуется сожительство с мужчинами».
Диодор Сицилийский пишет: «Имея женщин прекрасной наружности, галлы уделяют им мало внимания, будучи сверх меры одержимы безумной страстью к мужским объятиям: в обыкновении у них спать прямо на земле на звериных шкурах, перекатываясь вместе с возлюбленными, которые находятся и с той и с другой стороны. Самое же удивительное из всего то, что, не заботясь о благопристойности, они легко отдают другим прелесть своего тела, отнюдь не считая это позорным, но более того: бесчестным считают того, кто, будучи желанным, не принимает предлагаемого дара» По Страбону, у них «не считается постыдным для юношей щедро расточать свою юношескую прелесть». Учитывая этнографические параллели, видна связь подобных отношений с институтом мужских союзов и совместным воспитанием юношей.
Ирландский эпос, записанный монахами в средние века, видимо, не содержит прямых упоминаний о гомосексуальных отношениях, хотя некоторые эпизоды могут быть истолкованы как намеки на них (в частности, дружба Кухулина и Фер Диада, а также детали саги «Разрушение Дома Да Дерга»). «Отношения между comaltae [побратимами] являются постоянно повторяющимся мотивом [ирландских] саг». Кухулин, оплакивая друга, говорит: «Мил мне был облик прекрасный твой: // Нежных ланит цвет огневой, // Синяя ясность твоих очей, // Благородство осанки, мудрость речей!»

### Германцы
Греческий философ II века Секст Эмпирик, рассуждая о мужеложстве, замечает: «у германцев же, говорят, оно [мужеложство] не постыдно, но считается одной из обычных вещей». Прокопий Кесарийский упоминает обычай мужеложства у племени герулов.
Рассказывая о германском племени тайфалов, Аммиан Марцеллин (IV век) упоминает, что у них мужчины вступают в связь с юношами, которая завершается, лишь когда юноша, «возмужав, один на один поймает кабана или убьет огромного медведя». В этом описании видят связь с обычаем инициации (перехода в другой возрастной класс).
В древней скандинавской поэзии аллегории, выражающие противоречие естественной природе (например, женская борода или черный ясень), могли обозначать гомосексуальность.